# Jean-Luc Cairon
Jean-Luc Cairon, né le 14 février 1962 et mort le 26 février 2022, est un gymnaste artistique français.
Il est sacré champion de France du concours général de gymnastique artistique en 1983, 1984 et 1987.
Il participe aux épreuves de gymnastique aux Jeux olympiques d'été de 1984 à Los Angeles, terminant 6e au concours par équipes et 5e de la finale du cheval d'arçons.
Entraîneur de gymnastique aux États-Unis, il est inculpé pour des abus sexuels sur mineurs commis depuis le début des années 1990 et plaide coupable pour quatre des affaires en 2021 devant le tribunal de Tulsa (Oklahoma). Il se voit infliger une peine de 100 ans d'incarcération, dont 85 ans incompressibles. Il meurt en détention le 26 février 2022 aux États-Unis, à l'âge de 60 ans.

## Distinctions
- 1983 : Lauréat du « Trèfle d'Or » du Républicain lorrain (trophée décerné aux meilleurs sportifs lorrains de l'année)
- 1985 : 3e du « Trèfle d'Or » du Républicain lorrain